# Copipanolis
Copipanolis từng là một chi bướm đêm thuộc họ Noctuidae. Its only species Copipanolis styracis is now được gọi là Psaphida styracis.